# Morristown (Dakota del Sud)
Morristown és una població dels Estats Units a l'estat de Dakota del Sud. Segons el cens del 2000 tenia 82 habitants.

## Demografia
Segons el cens del 2000, Morristown tenia 82 habitants, 32 habitatges, i 24 famílies. La densitat de població era de 93,1 habitants per km².
Dels 32 habitatges en un 28,1% hi vivien nens de menys de 18 anys, en un 65,6% hi vivien parelles casades, en un 9,4% dones solteres, i en un 25% no eren unitats familiars. En el 15,6% dels habitatges hi vivien persones soles el 9,4% de les quals corresponia a persones de 65 anys o més que vivien soles. El nombre mitjà de persones vivint en cada habitatge era de 2,56 i el nombre mitjà de persones que vivien en cada família era de 2,79.
Per edats la població es repartia de la següent manera: un 26,8% tenia menys de 18 anys, un 9,8% entre 18 i 24, un 22% entre 25 i 44, un 15,9% de 45 a 60 i un 25,6% 65 anys o més.
L'edat mediana era de 36 anys. Per cada 100 dones de 18 o més anys hi havia 122,2 homes.
La renda mediana per habitatge era de 20.000 $ i la renda mediana per família de 21.875 $. Els homes tenien una renda mediana de 17.083 $ mentre que les dones 20.000 $. La renda per capita de la població era de 12.017 $. Cap de les famílies i el 2,5% de la població estaven per davall del llindar de pobresa.

## Poblacions més properes
El següent diagrama mostra les poblacions més properes.